# 感動 (劉子千專輯)
《感動》是美國台裔歌手章立衡以劉子千的名義的第二張個人專輯，於福茂唱片發行，延伸音樂製作。專輯的第一首派台歌是《唸你》，而第二、三主打曲目則分別是《冬港》和《粘你》。

## 曲目
| CD   | CD             | CD     | CD   |
| 曲序 | 曲目           |        | 时长 |
| ---- | -------------- | ------ | ---- |
| 1.   | 粘你           | 劉家昌 | 2:43 |
| 2.   | 愛人不見了     | 劉家昌 | 3:29 |
| 3.   | 愛的           | 馮菊枝 | 4:13 |
| 4.   | 我家在哪裡     | 劉家昌 | 2:33 |
| 5.   | 冬港           | 劉家昌 | 3:26 |
| 6.   | 我倆在一起     | 瓊瑤   | 2:10 |
| 7.   | 一點           | 劉家昌 | 3:46 |
| 8.   | 小雨打在我身上 | 孫儀   | 2:31 |
| 9.   | 唸你           | 劉家昌 | 2:41 |
| 10.  | 綠色大地       | 劉家昌 | 2:30 |
| 11.  | 親人           | 劉家昌 | 4:01 |
| 12.  | 家園           | 劉家昌 | 3:49 |

## 唸你
2011年，首波主打歌曲《唸你》一曲在網絡爆紅，各大媒體強推，但其刻意壓扁的唱腔慘遭網友批評，也因此有多部惡搞影片在YouTube上傳開。然而，也有意見認為，這是他父親劉家昌（專輯製作人兼MV導演）的逆向操作，以便讓兒子一夕成名。而在發片記者會上，子千亦順勢借負面批評自嘲一番，承認MV蠻奇怪的，願意接受批評，並指“這是唱給爸爸聽、爸爸開心最重要”。
2011年8月，劉子千唱《唸你》的鴨子嗓被廣大網友批評和惡搞，劉家昌對於外界批評歸咎是技術性問題，他說：「我們母帶聲音沒有問題，因為聲音的問題是在剪接師過帶的時候出現的，電腦低音沒打開，所以會犯這樣的錯。」他之後又直呼：「我對不起子千！」
2017年，自劉家昌在臉書辱罵前妻甄珍和劉子千後，7月5日，甄珍批露劉家昌擅自干涉劉子千音樂事業、強迫其做出《唸你》專輯，「讓他現在看到吉他都反感」，並持續向她索取金援的多年痛苦經歷。

## 唱片版本
- 感動 [6]
- 感動 (台灣版) [7]

## 音樂錄影帶
| 歌名 | 執導   | 首播日期（Youtube） | 附註                   |
| ---- | ------ | ------------------- | ---------------------- |
| 唸你 | 劉家昌 | 2011年7月8日        | MV女主角吳映潔（鬼鬼） |
| 粘你 | 劉家昌 | 2011年7月25日       | MV女主角吳映潔（鬼鬼） |
| 冬港 | 劉家昌 |                     |                        |

## 唱片成績
- 綜合榜 No.1 [8]
- 華語榜 No.1 [9]

## 備註
1. ↑  .   [2013-05-28]. （原始内容存档于2013-07-15）.
2. ↑  王傅文、沈建宏（報導）. . 台北市: 民視新聞. 2011-07-24  [2011-07-26]. （原始内容存档于2020-04-21）.
3. ↑  . 台北市: 中時電子報影音頻道. 2011-07-15  [2011-07-26]. （原始内容存档于2020-04-21）.
4. ↑  江昇鴻、陳佳陽（報導）. . 台北市: 民視新聞. 2011-07-15  [2011-07-26]. （原始内容存档于2020-04-21）.
5. ↑  .   [2017年7月5日]. （原始内容存档于2020年7月26日）.
6. ↑  .   [2011-08-03]. （原始内容存档于2016-03-04）.
7. ↑  .   [2011-08-03]. （原始内容存档于2011-09-08）.
8. ↑  綜合榜  2011/07/22 - 2011/07/28 冠軍 的存檔，存档日期2011-07-10.
9. ↑  .   [2011-08-03]. （原始内容存档于2009-07-22）.